# Форд Ка+
„Форд Ка+“ (Ford Ka+) е модел малки автомобили (сегмент B) на американската компания „Форд“, произвеждан от 2014 година.
Разработен от бразилския клон на „Форд“ на базата на шестото поколение на „Форд Фиеста“, „Ка+“ се произвежда в Бразилия и Индия и е предназначен главно за пазарите в развиващите се страни. Въпреки това от 2016 година той се продава и в Европа, където заменя спрения от производство миниавтомобил „Форд Ка“.